# 北海道道256号豊富遠別線

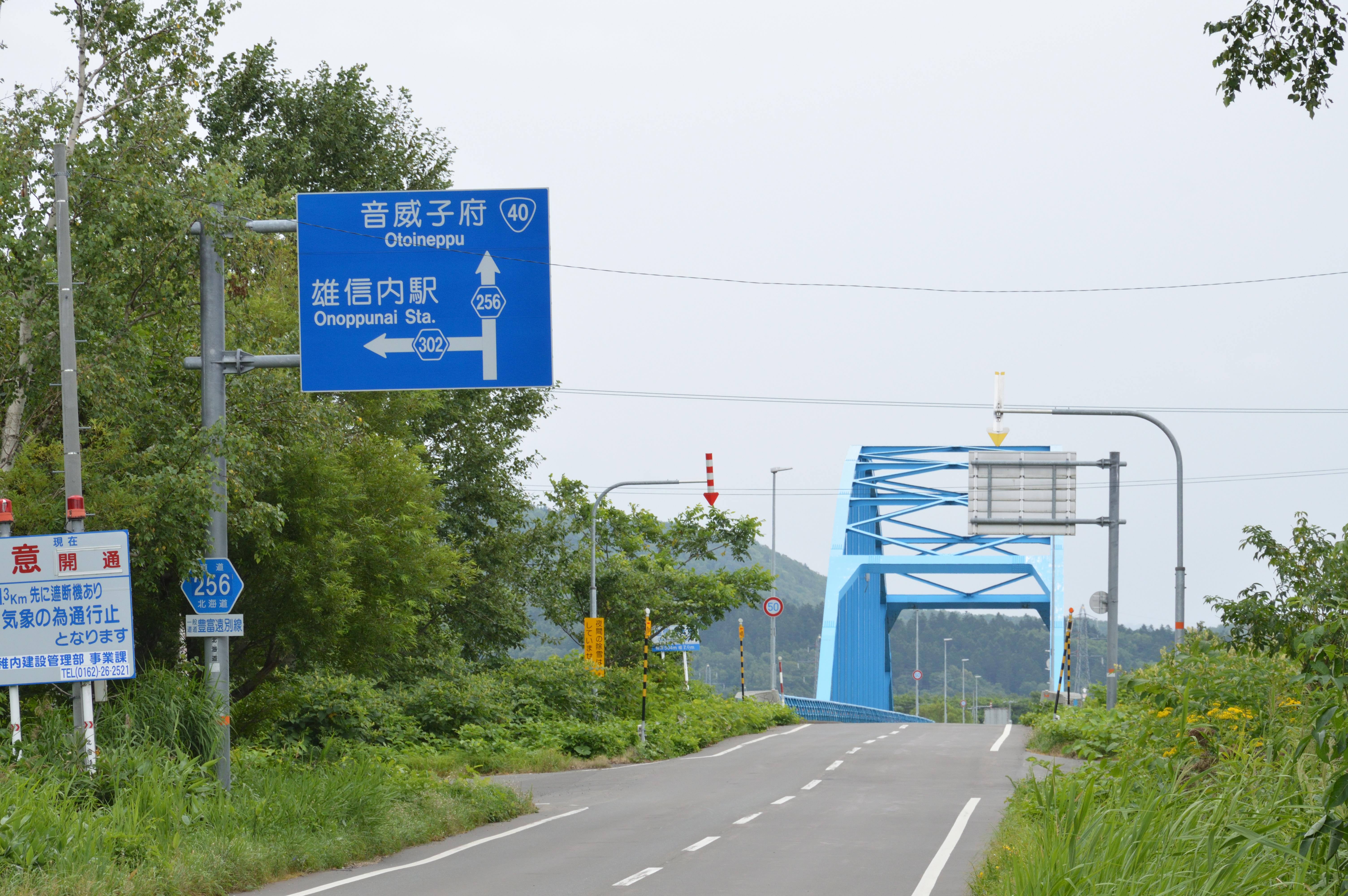
雄信内大橋（天塩川）・道道302号合流付近（天塩郡幌延町雄興）

北海道道256号豊富遠別線（ほっかいどうどう256ごう とよとみえんべつせん）は、北海道天塩郡幌延町から同郡天塩町を経由して同郡遠別町を結ぶ一般道道（北海道道）である。

## 概要
名称は「豊富遠別線」となっているが、起点は豊富町ではなく、隣接する幌延町北進を起点としている。

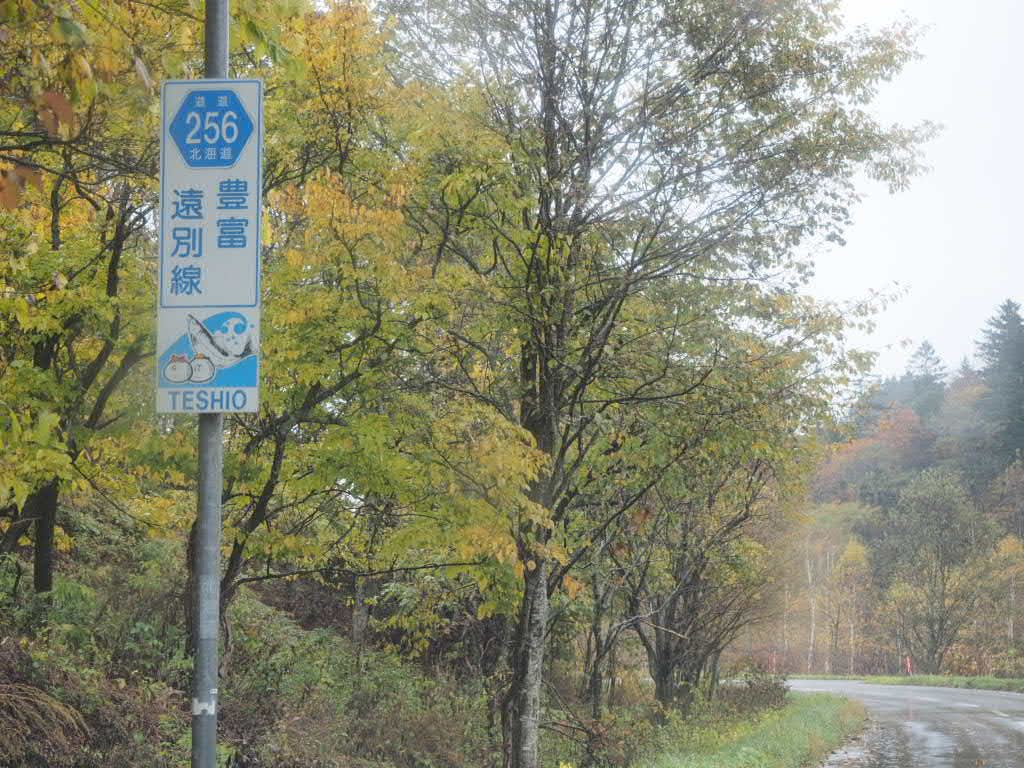
道道256号線標識

### 路線データ
- 起点：北海道天塩郡幌延町字北進（北海道道84号豊富浜頓別線交点）
- 終点：北海道天塩郡遠別町字北浜（国道232号交点）
- 総延長：56.800 km
- 実延長：46.339 km
- 重用延長：10.461 km

### 道路管理者
- 宗谷総合振興局 稚内建設管理部 事業課
- 留萌振興局 留萌建設管理部 遠別出張所

## 歴史
- 1957年（昭和32年）3月30日 - 167号として路線認定[1]。
- 1994年（平成6年）10月1日 - 路線番号を256号に変更[2]。

## 路線状況

### 重複区間
- 北海道道121号稚内幌延線（幌延町字北進 - 幌延町宮園町）
- 北海道道121号稚内幌延線（幌延町元町）
- 北海道道645号上問寒幌延停車場線（幌延町元町 - 幌延町字上幌延）
- 北海道道302号雄信内停車場線（幌延町雄興 - 天塩町字オヌプナイ）
- 国道40号（天塩町字オヌプナイ）
- 北海道道119号遠別中川線（遠別町字清川）
- 北海道道688号名寄遠別線（遠別町字久光 - 遠別町字北浜）

### 道路施設

#### 主な橋梁
- 雄信内大橋（504 m、天塩川、幌延町字雄興 - 天塩町字オヌプナイ）

## 地理
幌延駅からかつて存在した雄信内駅にかけて、宗谷本線に沿って走る。

### 通過する自治体
- 宗谷総合振興局
  - 天塩郡幌延町
- 留萌振興局
  - 天塩郡天塩町
  - 天塩郡遠別町

### 交差する道路
幌延町
- 北海道道84号豊富浜頓別線 - 字北進（起点）
- 北海道道121号稚内幌延線 - 宮園町、元町（重複）
- 北海道道645号上問寒幌延停車場線 - 元町、上幌延（重複）
- 北海道道302号雄信内停車場線 - 雄興

天塩町
- 国道40号 - オヌプナイ（重複）
- 北海道道855号六志内西雄信内線 - オヌプナイ

遠別町
- 北海道道119号遠別中川線 - 清川（重複）
- 北海道道854号清川線 - 清川
- 北海道道688号名寄遠別線 - 久光（重複）
- 国道232号 - 字北浜（終点）

### 沿線にある施設など
幌延町
- 幌延町役場
- 幌延町総合体育館
- 総合スポーツ公園
- 北緯45度通過点